# 미국 대통령 선거 유타주
이 문서는 미국 대통령 선거 유타주 지역 데이터이다. 유타주는 1896년 1월 4일에 45번째로 미국 연방에 가입했으며, 1896년 미국 제28회 대통령 선거부터 지금까지 대통령 선거에 참여했다.

## 데이터
| 회수 | 실시 연도 | 선거인단 수 | 1위                          | 1위       | 1위     | 1위    | 2위                    | 2위       | 2위     | 2위    | 3위                           | 3위         | 3위     | 3위    | 4위         | 4위         | 4위     | 4위    | 1위 당선 여부 | 비고 |
| 회수 | 실시 연도 | 선거인단 수 | 후보자 성명                  | 소속 정당 | 득표 수 | 득표율 | 후보자 성명            | 소속 정당 | 득표 수 | 득표율 | 후보자 성명                   | 소속 정당   | 득표 수 | 득표율 | 후보자 성명 | 소속 정당   | 득표 수 | 득표율 | 1위 당선 여부 | 비고 |
| ---- | --------- | ----------- | ---------------------------- | --------- | ------- | ------ | ---------------------- | --------- | ------- | ------ | ----------------------------- | ----------- | ------- | ------ | ----------- | ----------- | ------- | ------ | ------------- | ---- |
| 28   | 1896년    | 3           | 윌리엄 제닝스 브라이언       | 민주당    | 64,610  | 82.70% | 윌리엄 매킨리          | 공화당    | 13,491  | 17.27% | ?                             | ?           | ?       | ?      | ?           | ?           | ?       | ?      | 낙선          |      |
| 29   | 1900년    | 3           | 윌리엄 매킨리                | 공화당    | 47,139  | 50.59% | 윌리엄 제닝스 브라이언 | 민주당    | 45,006  | 48.30% | ?                             | ?           | ?       | ?      | ?           | ?           | ?       | ?      | 당선          |      |
| 30   | 1904년    | 3           | 시어도어 루스벨트            | 공화당    | 62,452  | 61.41% | 앨턴 브룩스 파커       | 민주당    | 33,413  | 32.86% | 유진 데브스                   | 미국 사회당 | 5,767   | 5.67%  | ?           | ?           | ?       | ?      | 당선          |      |
| 31   | 1908년    | 3           | 윌리엄 하워드 태프트         | 공화당    | 61,165  | 56.23% | 윌리엄 제닝스 브라이언 | 민주당    | 42,637  | 39.19% | ?                             | ?           | ?       | ?      | ?           | ?           | ?       | ?      | 당선          |      |
| 32   | 1912년    | 4           | 윌리엄 하워드 태프트         | 공화당    | 42,100  | 37.46% | 우드로 윌슨            | 민주당    | 36,579  | 32.55% | 시어도어 루스벨트             | 진보당      | 24,174  | 21.51% | 유진 데브스 | 미국 사회당 | 9,023   | 8.03%  | 낙선          |      |
| 33   | 1916년    | 4           | 우드로 윌슨                  | 민주당    | 84,145  | 58.78% | 찰스 에번스 휴스       | 공화당    | 54,137  | 37.82% | ?                             | ?           | ?       | ?      | ?           | ?           | ?       | ?      | 당선          |      |
| 34   | 1920년    | 4           | 워런 개머리얼 하딩           | 공화당    | 81,555  | 55.93% | 제임스 미들턴 콕스     | 민주당    | 56,639  | 38.84% | 팔리 파커 크리스텐센          | 비정당연합  | 4,475   | 3.07%  | ?           | ?           | ?       | ?      | 당선          |      |
| 35   | 1924년    | 4           | 캘빈 쿨리지                  | 공화당    | 77,327  | 49.26% | 존 윌리엄 데이비스     | 민주당    | 47,001  | 29.94% | 로버트 매리언 라폴레트 시니어 | 진보당      | 32,662  | 20.81% | ?           | ?           | ?       | ?      | 당선          |      |
| 36   | 1928년    | 4           | 허버트 후버                  | 공화당    | 94,618  | 53.58% | 앨 스미스              | 민주당    | 80,985  | 45.86% | ?                             | ?           | ?       | ?      | ?           | ?           | ?       | ?      | 당선          |      |
| 37   | 1932년    | 4           | 프랭클린 델라노 루스벨트     | 민주당    | 116,750 | 56.52% | 허버트 후버            | 공화당    | 84,795  | 41.05% | ?                             | ?           | ?       | ?      | ?           | ?           | ?       | ?      | 당선          |      |
| 38   | 1936년    | 4           | 프랭클린 델라노 루스벨트     | 민주당    | 150,246 | 69.34% | 앨프 랜던              | 공화당    | 64,555  | 29.79% | ?                             | ?           | ?       | ?      | ?           | ?           | ?       | ?      | 당선          |      |
| 39   | 1940년    | 4           | 프랭클린 델라노 루스벨트     | 민주당    | 154,277 | 62.25% | 웬들 윌키              | 공화당    | 93,151  | 37.59% | ?                             | ?           | ?       | ?      | ?           | ?           | ?       | ?      | 당선          |      |
| 40   | 1944년    | 4           | 프랭클린 델라노 루스벨트     | 민주당    | 150,088 | 60.44% | 토머스 에드먼드 듀이   | 공화당    | 97,891  | 39.42% | ?                             | ?           | ?       | ?      | ?           | ?           | ?       | ?      | 당선          |      |
| 41   | 1948년    | 4           | 해리 트루먼                  | 민주당    | 149,151 | 53.98% | 토머스 에드먼드 듀이   | 공화당    | 124,402 | 45.02% | ?                             | ?           | ?       | ?      | ?           | ?           | ?       | ?      | 당선          |      |
| 42   | 1952년    | 4           | 드와이트 데이비드 아이젠하워 | 공화당    | 194,190 | 58.93% | 애들레이 스티븐슨      | 민주당    | 135,364 | 41.07% | ?                             | ?           | ?       | ?      | ?           | ?           | ?       | ?      | 당선          |      |
| 43   | 1956년    | 4           | 드와이트 데이비드 아이젠하워 | 공화당    | 215,631 | 64.56% | 애들레이 스티븐슨      | 민주당    | 118.364 | 35.44% | ?                             | ?           | ?       | ?      | ?           | ?           | ?       | ?      | 당선          |      |
| 44   | 1960년    | 4           | 리처드 닉슨                  | 공화당    | 205,361 | 54.81% | 존 피츠제럴드 케네디   | 민주당    | 169,248 | 45.17% | ?                             | ?           | ?       | ?      | ?           | ?           | ?       | ?      | 낙선          |      |
| 45   | 1964년    | 4           | 린든 베인즈 존슨             | 민주당    | 219,628 | 54.86% | 배리 골드워터          | 공화당    | 180,682 | 45.14% | ?                             | ?           | ?       | ?      | ?           | ?           | ?       | ?      | 당선          |      |
| 46   | 1968년    | 4           | 리처드 닉슨                  | 공화당    | 238,728 | 56.49% | 휴버트 험프리          | 민주당    | 156,665 | 37.07% | 조지 월리스                   | 미국 독립당 | 26,906  | 6.37%  | ?           | ?           | ?       | ?      | 당선          |      |
| 47   | 1972년    | 4           | 리처드 닉슨                  | 공화당    | 323,643 | 67.64% | 조지 맥거번            | 민주당    | 126,284 | 26.39% | ?                             | ?           | ?       | ?      | ?           | ?           | ?       | ?      | 당선          |      |
| 48   | 1976년    | 4           | 제럴드 포드                  | 공화당    | 337,908 | 62.44% | 지미 카터              | 민주당    | 182,110 | 33.65% | ?                             | ?           | ?       | ?      | ?           | ?           | ?       | ?      | 낙선          |      |
| 49   | 1980년    | 4           | 로널드 레이건                | 공화당    | 439,687 | 72.77% | 지미 카터              | 민주당    | 124,266 | 20.57% | 존 버야드 앤더슨              | 무소속      | 30,284  | 5.01%  | ?           | ?           | ?       | ?      | 당선          |      |
| 50   | 1984년    | 5           | 로널드 레이건                | 공화당    | 469,105 | 74.50% | 월터 먼데일            | 민주당    | 155,369 | 24.68% | ?                             | ?           | ?       | ?      | ?           | ?           | ?       | ?      | 당선          |      |
| 51   | 1988년    | 5           | 조지 허버트 워커 부시        | 공화당    | 428,442 | 66.22% | 마이클 두카키스        | 민주당    | 207,343 | 32.05% | ?                             | ?           | ?       | ?      | ?           | ?           | ?       | ?      | 당선          |      |
| 52   | 1992년    | 5           | 조지 허버트 워커 부시        | 공화당    | 322,332 | 43.36% | 로스 페로              | 무소속    | 203,400 | 27.34% | 빌 클린턴                     | 민주당      | 183,429 | 24.65% | ?           | ?           | ?       | ?      | 낙선          |      |
| 53   | 1996년    | 5           | 밥 돌                        | 공화당    | 361,911 | 54.37% | 빌 클린턴              | 민주당    | 221,633 | 33.30% | 로스 페로                     | 무소속      | 66,461  | 9.98%  | ?           | ?           | ?       | ?      | 낙선          |      |
| 54   | 2000년    | 5           | 조지 워커 부시               | 공화당    | 515,096 | 66.83% | 앨 고어                | 민주당    | 203,053 | 26.34% | 랠프 네이더                   | 미국 녹색당 | 35,850  | 4.65%  | ?           | ?           | ?       | ?      | 당선          |      |
| 55   | 2004년    | 5           | 조지 워커 부시               | 공화당    | 663,742 | 71.54% | 존 케리                | 민주당    | 241,199 | 26.00% | ?                             | ?           | ?       | ?      | ?           | ?           | ?       | ?      | 당선          |      |
| 56   | 2008년    | 5           | 존 매케인                    | 공화당    | 596,030 | 62.24% | 버락 오바마            | 민주당    | 327,670 | 34.22% | ?                             | ?           | ?       | ?      | ?           | ?           | ?       | ?      | 낙선          |      |
| 57   | 2012년    | 6           | 밋 롬니                      | 공화당    | 740,600 | 72.55% | 버락 오바마            | 민주당    | 251,813 | 24.67% | ?                             | ?           | ?       | ?      | ?           | ?           | ?       | ?      | 낙선          |      |
| 58   | 2016년    | 6           | 도널드 트럼프                | 공화당    | 515,231 | 45.54% | 힐러리 클린턴          | 민주당    | 310,676 | 27.46% | 에번 맥멀린                   | 무소속      | 243,690 | 21.54% | 게리 존슨   | 자유당      | 39,608  | 3.50%  | 당선          |      |
| 59   | 2020년    | 6           | 도널드 트럼프                | 공화당    | 865,140 | 58.13% | 조 바이든              | 민주당    | 560,282 | 37.65% | ?                             | ?           | ?       | ?      | ?           | ?           | ?       | ?      | 낙선          |      |
| 60   | 2024년    | 6           | 도널드 트럼프                | 공화당    | 883,818 | 59.38% | 카멀라 해리스          | 민주당    | 562,566 | 37.79% | ?                             | ?           | ?       | ?      | ?           | ?           | ?       | ?      | 당선          |      |

## 군별 데이터

1896년
1900년
1904년
1908년
1912년
1916년
1920년
1924년
1928년
1932년
1936년
1940년
1944년
1948년
1952년
1956년
1960년
1964년
1968년
1972년
1976년
1980년
1984년
1988년
1992년
1996년
2000년
2004년
2008년
2012년
2016년
2020년
2024년

## 같이 보기
- 미국 대통령 선거
- 미국 대통령 선거 유타주
  - 1896년 미국 대통령 선거 유타주
  - 1900년 미국 대통령 선거 유타주
  - 1904년 미국 대통령 선거 유타주
  - 1908년 미국 대통령 선거 유타주
  - 1912년 미국 대통령 선거 유타주
  - 1916년 미국 대통령 선거 유타주
  - 1920년 미국 대통령 선거 유타주
  - 1924년 미국 대통령 선거 유타주
  - 1928년 미국 대통령 선거 유타주
  - 1932년 미국 대통령 선거 유타주
  - 1936년 미국 대통령 선거 유타주
  - 1940년 미국 대통령 선거 유타주
  - 1944년 미국 대통령 선거 유타주
  - 1948년 미국 대통령 선거 유타주
  - 1952년 미국 대통령 선거 유타주
  - 1956년 미국 대통령 선거 유타주
  - 1960년 미국 대통령 선거 유타주
  - 1964년 미국 대통령 선거 유타주
  - 1968년 미국 대통령 선거 유타주
  - 1972년 미국 대통령 선거 유타주
  - 1976년 미국 대통령 선거 유타주
  - 1980년 미국 대통령 선거 유타주
  - 1984년 미국 대통령 선거 유타주
  - 1988년 미국 대통령 선거 유타주
  - 1992년 미국 대통령 선거 유타주
  - 1996년 미국 대통령 선거 유타주
  - 2000년 미국 대통령 선거 유타주
  - 2004년 미국 대통령 선거 유타주
  - 2008년 미국 대통령 선거 유타주
  - 2012년 미국 대통령 선거 유타주
  - 2016년 미국 대통령 선거 유타주
  - 2020년 미국 대통령 선거 유타주
  - 2024년 미국 대통령 선거 유타주